# Посаженников, Алексей Демьянович
Алексей Демьянович (Дамианович) Посаженников — советский военно-морской деятель, инженерный работник, заместитель начальника Управления кораблестроения Управления ВМС РККА, инженер-флагман 3-го ранга (1935).

## Биография
Родился 3 (15) июля 1895 года. Русский, беспартийный, окончил 7 классов реального училища. С сентября 1913 по апрель 1917 учился в Морском инженерном училище. В 1918 производитель работ Главного управления кораблестроения. В 1919 главный инженер Северо-Двинского военного порта. В 1920 начальник технического отдела Архангельского военного порта. В 1921 корабельный инженер управления по судоподъёму Морских сил Северного моря. В 1922 начальник водолазно-спасательной партии Архангельского военного порта, затем начальник маячно-технической части Управления по обеспечению безопасности кораблевождения на Севере. В 1924 помощник начальника кораблестроительного отдела Главного управления морских сил РККА. В 1925 преподаватель ВМИУ. В 1926 начальник 1-го отдела 2-го (технического) управления РККФ.
В июне 1931 назначен старшим членом приемки Ленинградской группы Постоянной комиссии по приёмке кораблей. С 4 октября 1932 заместитель начальника 4-го управления ВМС РККА, затем заместитель начальника Управления кораблестроения Управления ВМС РККА.

### Репрессии
13 января 1931 арестован и 3 марта уволен из кадров флота. 1 мая 1931 освобождён и восстановлен в кадрах.
Снова арестован 22 июля 1937. Приговорён ВКВС СССР 21 сентября 1937 по обвинению в участии в контр-революционной террористической организации к ВМН. Расстрелян в день вынесения приговора на территории Донского крематория и захоронен на Донском кладбище. Реабилитирован посмертно ВКВС СССР 8 сентября 1956.

### Звания
- Инженер-подпоручик (28 апреля 1917)[6];
- Инженер-флагман 3-го ранга (2 декабря 1935)[7][8].

### Адрес
Москва, Софийская набережная, дом 34, квартира 104.